# Abachrysa eureka
Abachrysa eureka är en insektsart som först beskrevs av Banks 1931.  Abachrysa eureka ingår i släktet Abachrysa och familjen guldögonsländor. Inga underarter finns listade i Catalogue of Life.